# Marino León
Marino León de la Torre (nacido en Churcampa, Huancavelica en 1973) es un exactor y productor de cine peruano. Es conocido por haber interpretado al protagonista de Gregorio, rol que retomaría en Anda, corre, vuela.
Tras su paso por la actuación, León se fue a España donde estudió un diplomado en producción y gestión de proyectos en la Escuela de Cine de Madrid y fundo la empresa Quechua Films.

## Filmografía
Como actor
- Gregorio (1985)
- Ni con Dios ni con El Diablo (1990)
- Anda, corre, vuela (1995)
- Y si te vi, no me acuerdo (2003)
- Amador (2010)[5]

Como productor
- Coca Mama (2004)
- Nuna (TBA), basada en el cuento de José María Arguedas.[4]